# 藤原虹気
藤原 虹気（ふじわら こうき、1986年6月6日 - ）は、兵庫県姫路市出身の元プロ野球選手（投手）。右投右打。

## 来歴

### プロ入り前
琴丘高校入学当初、サッカー部に入ろうと考えていたが、サッカー部が強豪だったため野球部に入部。徐々に才能が開花すると、3年春はエースとしてチームを兵庫大会ベスト8に導いた。しかし、6月に自転車で登校中に交通事故に遭い、左膝蓋骨骨折という全治3か月の重傷を負ったため、藤原は甲子園はおろか夏の兵庫大会に出場することすら出来なかった。なお、チームはエース不在という状況ながら、25年ぶりの県大会ベスト16まで勝ち進んだ。
無名校出身で夏の大会に出場すらしていなかったためか、2004年度プロ野球ドラフト会議において西武ライオンズから6巡目指名を受けた際は、会議の席上で彼だけプロフィールが表示されず、解説者にも「知りませんねえ」と言われてしまった。また、本人も自分が指名されたことを知ったのは、九州に大学受験のために行っていた最中であった。

### プロ入り後
ルーキーイヤーの2005年は実戦登板はなく、身体作りやフォーム固めに専念。2006年にイースタン・リーグ初登板。
2007年は二軍で20試合、翌2008年は同じく二軍で14試合に登板したものの、前述した交通事故の後遺症である左膝痛に終始悩まされ、同年10月28日に球団から戦力外通告を受けた。同月30日に任意引退選手として公示された。
2009年より、二軍用具担当補佐兼マネージャー補佐として球団に残留、2012年シーズンより一軍用具担当兼マネージャー補佐を務める。
2016年5月6日、二軍投手コーチ兼育成コーチとなった小野寺力の後任として二軍マネージャーに就任。
2021年時点では、ファーム・育成グループでディレクター補佐を務めている。

## 人物
歌手の松浦亜弥とは姫路市立城山中学校時代の同級生で、ドラフト会議時には「自分もあややのように上を目指したいです」とコメントした。またデイリースポーツでバレンタインに松浦から義理チョコを貰ったことを語っており、当時は年齢偽証疑惑があったことで有名な松浦は、これも根拠となり疑いを晴らすことが出来た。
2008年時点で、195cmという身長は日本人選手ではダルビッシュ有の196cmに次いで2番目に高く、外国人選手を含めても8番目の高さであった。小学校時代にはサッカーと剣道も経験している。

## 詳細情報

### 年度別投手成績
- 一軍公式戦出場なし

### 背番号
- 63 （2005年 - 2008年）